# (309239) 2007 RW10
(309239) 2007 RW10 est un quasi-satellite de Neptune. Il avait d'abord été identifié comme étant un troyen de Neptune, ce qui n'est plus le cas.

## Quasi-satellite
Il est actuellement sur une orbite de quasi-satellite et ce depuis 12 500 ans, cette situation devrait encore durer 12 500 ans. Avant cette position, c'était un troyen de Neptune en position L5 ; quand il aura quitté son orbite actuelle, il devrait reprendre sa position précédente au point L5. C'est le plus gros objet connu, de diamètre estimé de 247 km, qui ait été en résonance orbitale 1:1 avec une planète